# Le Teil
Le Teil település Franciaországban, Ardèche megyében. Lakosainak száma 8812 fő (2022. január 1.). Le Teil Alba-la-Romaine, Aubignas, Rochemaure, Saint-Thomé, Viviers, Châteauneuf-du-Rhône és Montélimar községekkel határos.

## Népesség
A település népességének változása:
| Lakosok száma | 8588 | 8089 | 7779 | 7953 | 8292 | 8449 | 8677 | 8832 | 8841 | 8812 |
|               | 1968 | 1982 | 1990 | 2006 | 2013 | 2015 | 2017 | 2019 | 2020 | 2022 |